# Juwono
Juwono is een bestuurslaag in het regentschap Nganjuk van de provincie Oost-Java, Indonesië. Juwono telt 1689 inwoners (volkstelling 2010).